# Wandsworth-Schild
Der Wandsworth-Schild ist ein antiker Zeremonialschild aus dem keltischen Britannien.

## Beschreibung
Der Wandsworth-Schild besteht aus einer Kupferlegierung. Er wurde etwa 1849 als Teil eines Hortfundes in der Themse nahe Wandsworth in England gefunden. Außer diesem Schild wurden ein unvollständiger Schildbuckel, ein Schwert sowie eine Axt an der gleichen Stelle gefunden. Im selben Jahr wurde es von William English dem Royal Archeological Institute in London übereignet.
Der Schild ist rund und hat einen Durchmesser von 33 cm. Die Außenseite ist mit blatt- und rankenförmigen Ornamenten im keltischen La-Tène-Stil verziert. Das Motiv ist, mit leichten Abweichungen, doppelt vorhanden und nimmt je die Hälfte des Schildes ein. Rechts oben und links unten ist ein Motiv ausgearbeitet, das einem stilisierten Vogelkopf ähnelt. In der Mitte ist ein Schildbuckel keltischer Form angebracht, der von einem runden, erhaben gearbeiteten getriebenen Grat umgeben ist. Am Außenrand sind Nietlöcher angebracht, die für eine Randverstärkung gedacht waren. Um den Schildbuckel herum sind vier Löcher vorhanden, die zur Befestigung des Haltegriffes dienten. Die Dicke des Metalls variiert zwischen 1,3 mm in der Mitte des Schildes und 0,6 mm am Rande. Der Schildbuckel hat eine Stärke von 0,75 mm. Er hat Ähnlichkeit mit dem Battersea-Schild. Barry Cunliffe, beschreibt den Schild in seinem Buch "Iron Age communities in Britain: an account of England, Scotland and Wales from the seventh century BC until the Roman conquest" als eines der Meisterwerke keltischer Kunst. Er wird heute im British Museum in London aufbewahrt.